# Brachyamytta maculipes
Brachyamytta maculipes är en insektsart som beskrevs av Naskrecki 2008. Brachyamytta maculipes ingår i släktet Brachyamytta och familjen vårtbitare. Inga underarter finns listade i Catalogue of Life.